# Dorotea di Hohenzollern

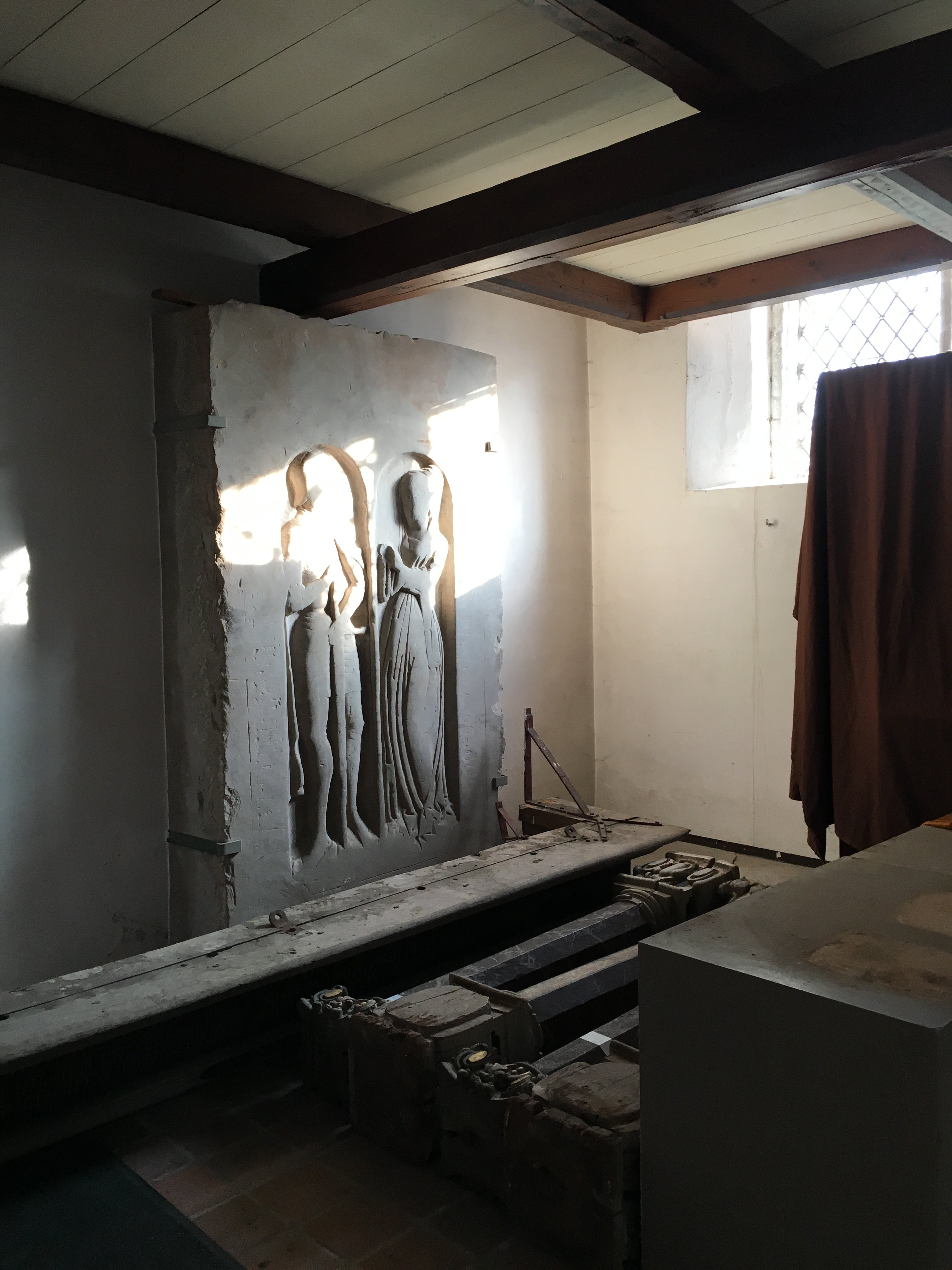

Dorotea di Hohenzollern (1448 – marzo 1519) fu una principessa del Brandeburgo e duchessa consorte di Sassonia-Lauenburg.

## Biografia
Era figlia di Federico II di Brandeburgo e Caterina di Sassonia.
Venne data in moglie a Giovanni V di Sassonia-Lauenburg che sposò a Lüneburg il 12 febbraio 1464.
Essendo la primogenita e, con sua sorella minore Margherita, l'unica figlia dei duchi di Brandeburgo a raggiungere l'età adulta, suo padre Federico promise di lasciare in eredità al genero Giovanni il ducato. Tuttavia nel 1470 cambiò i suoi propositi e abdicò a favore del fratello Alberto Achille.

## Discendenza
Giovanni e Dorotea ebbero dodici figli:
- Eric (?-20 ottobre 1522), vescovo di Hildesheim e Münster;
- Magnus (?-1º agosto 1543), duca di Sassonia-Lauenburg;
- Bernardo (?-3 gennaio 1524), canonico a Colonia e Magdeburgo;
- Giovanni (?-20 novembre 1547), vescovo di Hildesheim;
- Rodolfo (?-1503);
- Enrico, morto giovane;
- Federico (?-1501);
- Adelaide, morta giovane;
- Sofia, sposa di Antonio I di Holstein-Schauenburg,
- Caterina, suora a Rheinbeck;
- Elisabetta (?-1542), sposa di Enrico IV di Braunschweig-Grubenhagen;
- Anna (?-Burg Ohsen, 9 agosto 1504), si sposò prima con Giovanni di Lindau-Ruppin, poi con Federico di Spiegelberg.

## Ascendenza
|                                                  |                                       |                                             | Genitori                                       |  |  | Nonni |  |  | Bisnonni                               |  |  | Trisnonni                                |  |
|                                                  |                                       |                                             |                                                |  |  |       |  |  | 8. Federico V, burgravio di Norimberga |  |  | 16. Giovanni II, burgravio di Norimberga |  |
|                                                  |                                       |                                             |                                                |  |  |       |  |  | 8. Federico V, burgravio di Norimberga |  |  | 16. Giovanni II, burgravio di Norimberga |  |
|                                                  |                                       | 17. Elisabetta di Henneberg-Schleusingen    |                                                |  |  |       |  |  | 8. Federico V, burgravio di Norimberga |  |  |                                          |  |
| 4. Federico I, principe elettore di Brandeburgo  |                                       |                                             |                                                |  |  |       |  |  | 8. Federico V, burgravio di Norimberga |  |  |                                          |  |
|                                                  |                                       | 9. Elisabetta di Meißen                     | 18. Federico II, margravio di Meißen           |  |  |       |  |  |                                        |  |  |                                          |  |
|                                                  |                                       | 9. Elisabetta di Meißen                     | 18. Federico II, margravio di Meißen           |  |  |       |  |  |                                        |  |  |                                          |  |
|                                                  |                                       | 9. Elisabetta di Meißen                     | 19. Matilde di Baviera                         |  |  |       |  |  |                                        |  |  |                                          |  |
| 2. Federico II, principe elettore di Brandeburgo |                                       | 9. Elisabetta di Meißen                     |                                                |  |  |       |  |  |                                        |  |  |                                          |  |
|                                                  |                                       | 10. Federico, duca di Baviera-Landshut      | 20. Stefano II, duca di Baviera-Landshut       |  |  |       |  |  |                                        |  |  |                                          |  |
|                                                  |                                       | 10. Federico, duca di Baviera-Landshut      | 20. Stefano II, duca di Baviera-Landshut       |  |  |       |  |  |                                        |  |  |                                          |  |
|                                                  |                                       | 10. Federico, duca di Baviera-Landshut      | 21. Isabella d'Aragona                         |  |  |       |  |  |                                        |  |  |                                          |  |
| 5. Elisabetta di Baviera-Landshut                |                                       | 10. Federico, duca di Baviera-Landshut      |                                                |  |  |       |  |  |                                        |  |  |                                          |  |
|                                                  |                                       | 11. Maddalena Visconti                      | 22. Bernabò Visconti, signore di Milano        |  |  |       |  |  |                                        |  |  |                                          |  |
|                                                  |                                       | 11. Maddalena Visconti                      | 22. Bernabò Visconti, signore di Milano        |  |  |       |  |  |                                        |  |  |                                          |  |
|                                                  |                                       | 11. Maddalena Visconti                      | 23. Regina della Scala                         |  |  |       |  |  |                                        |  |  |                                          |  |
| 1. Dorotea di Brandeburgo                        |                                       | 11. Maddalena Visconti                      |                                                |  |  |       |  |  |                                        |  |  |                                          |  |
|                                                  | 12. Federico III, margravio di Meißen | 24. Federico II, margravio di Meißen (= 18) |                                                |  |  |       |  |  |                                        |  |  |                                          |  |
|                                                  | 12. Federico III, margravio di Meißen | 24. Federico II, margravio di Meißen (= 18) |                                                |  |  |       |  |  |                                        |  |  |                                          |  |
|                                                  | 12. Federico III, margravio di Meißen | 25. Matilde di Baviera (= 19)               |                                                |  |  |       |  |  |                                        |  |  |                                          |  |
| 6. Federico I, principe elettore di Sassonia     | 12. Federico III, margravio di Meißen |                                             |                                                |  |  |       |  |  |                                        |  |  |                                          |  |
|                                                  |                                       | 13. Caterina di Henneberg-Schleusingen      | 26. Enrico IV, conte di Henneberg-Schleusingen |  |  |       |  |  |                                        |  |  |                                          |  |
|                                                  |                                       | 13. Caterina di Henneberg-Schleusingen      | 26. Enrico IV, conte di Henneberg-Schleusingen |  |  |       |  |  |                                        |  |  |                                          |  |
|                                                  |                                       | 13. Caterina di Henneberg-Schleusingen      | 27. Giuditta di Brandeburgo-Salzwedel          |  |  |       |  |  |                                        |  |  |                                          |  |
| 3. Caterina di Sassonia                          |                                       | 13. Caterina di Henneberg-Schleusingen      |                                                |  |  |       |  |  |                                        |  |  |                                          |  |
|                                                  |                                       | 14. Enrico, duca di Brunswick-Lüneburg      | 28. Magnus II, duca di Brunswick-Wolfenbüttel  |  |  |       |  |  |                                        |  |  |                                          |  |
|                                                  |                                       | 14. Enrico, duca di Brunswick-Lüneburg      | 28. Magnus II, duca di Brunswick-Wolfenbüttel  |  |  |       |  |  |                                        |  |  |                                          |  |
|                                                  |                                       | 14. Enrico, duca di Brunswick-Lüneburg      | 29. Caterina di Anhalt-Bernburg                |  |  |       |  |  |                                        |  |  |                                          |  |
| 7. Caterina di Brunswick-Lüneburg                |                                       | 14. Enrico, duca di Brunswick-Lüneburg      |                                                |  |  |       |  |  |                                        |  |  |                                          |  |
|                                                  |                                       | 15. Sofia di Pomerania-Wolgast              | 30. Vartislao VI, duca di Pomerania-Wolgast    |  |  |       |  |  |                                        |  |  |                                          |  |
|                                                  |                                       | 15. Sofia di Pomerania-Wolgast              | 30. Vartislao VI, duca di Pomerania-Wolgast    |  |  |       |  |  |                                        |  |  |                                          |  |
|                                                  |                                       | 15. Sofia di Pomerania-Wolgast              | 31. Anna di Meclemburgo-Stargard               |  |  |       |  |  |                                        |  |  |                                          |  |
|                                                  |                                       | 15. Sofia di Pomerania-Wolgast              |                                                |  |  |       |  |  |                                        |  |  |                                          |  |